# Enshi (meteoryt)
Enshi – meteoryt kamienny należący do chondrytów oliwinowo-bronzytowych H 5, którego spadek zaobserwowano w 1974 roku w chińskiej prowincji  Hubei. Całkowita masa meteorytu jaką obecnie dysponuje się wynosi 8 kg. Meteoryt Enshi jest jednym z sześciu zatwierdzonych meteorytów znalezionych w tej prowincji.